# 이수빈 (축구 선수)
이수빈(李秀彬, 2000년 5월 7일~)은 대한민국의 축구 선수이다. 포지션은 미드필더이며 현재 K리그1 김천 상무 FC 소속이다.

## 어린 시절
대한민국 광주광역시에서 태어난 그는 초등학교 3학년 때부터 축구를 시작했으며, 중학교부터는 포항 스틸러스 유소년 팀 산하의 포항제철중학교, 포항제철고등학교를 거쳤다. 특히 2018년에는 포철고의 주장을 맡아 전국고등축구리그 왕중왕전 우승을 이끌었으며, 대회 MVP를 수상했다.

## 구단 경력
2019년 우선지명을 통해 포항 스틸러스에 입단하였으며, 3월 17일 열린 K리그1 3라운드 경남 FC와의 홈경기에서 66분 교체 투입되며 데뷔전을 치렀다. 8월 4일 열린 수원 삼성 블루윙즈와의 리그 경기에서 프로 데뷔골을 기록했다. 데뷔 시즌이라고는 믿기 힘든 활약을 보이며 28경기에 출전하였으며, K리그 영플레이어상 후보에 올랐으나 수상은 하지 못하였다.
2020 시즌을 앞두고 최영준과 맞임대되면서 전북 현대 모터스로 임대 이적했다.
2023 시즌을 앞두고 전북으로 이적하였다.

## 수상

### 팀

#### 전북 현대 모터스
- K리그1 우승: 2020
- FA컵 우승: 2020

### 개인
- 2015년 제10회 한국중등축구연맹회장배 U-15 국제축구대회 득점상
- 2018년 대교눈높이 후반기 전국고등리그 왕중왕전 MVP